# 懷亞德鎮區 (北達科他州福斯特縣)
懷亞德鎮區（英語：Wyard Township）是位於美國北達科他州福斯特縣的一個鎮區。

## 地方資料
懷亞德鎮區的面積為91.52平方千米，當中陸地面積為89.60平方千米，而水域面積為1.92平方千米。根據2020年美國人口普查的數據，當地共有人口76人，而人口密度為每平方千米0.83人。